# Дворец римского короля

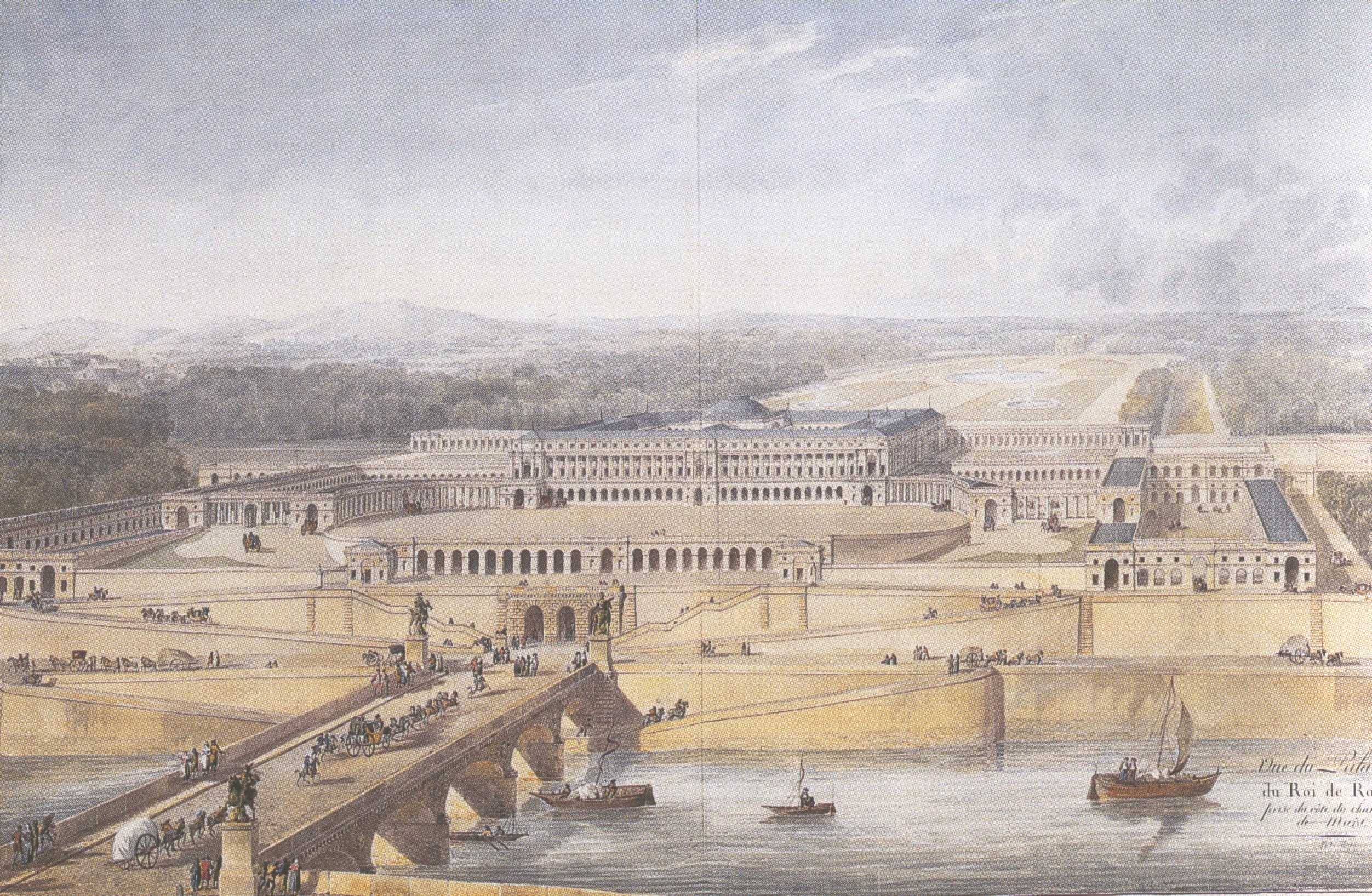
Так должен был выглядеть дворец со стороны Марсового поля

Дворец римского короля (фр. Palais du roi de Rome) — дворец, который предназначался стать резиденцией Наполеона II, титулованного римского короля и сына Наполеона Бонапарта. Огромное здание должно было стоять на месте нынешнего дворца Шайо в XVI округе Парижа. Величественный и красивый, дворец должен был стать украшением города. Амбициозные планы и падение Империи привели к тому, что дворец так и не был построен. Его архитектор Пьер Фонтен заявлял, что дворец мог бы стать «самым обширным и самым экстраординарным зданием нашего века».

## История проекта
В 1810 году Наполеон находился на пике своего могущества. Он мечтал об огромном дворце для себя и своей династии, «С восхитительным положением и видом», о «Кремле, во сто крат прекраснее московского», о «Монументе, превосходящем все прошлые и нынешние дворцы», о «Чем-то, что сочетало бы в себе отдельные достоинства самых знаменитых дворцов цивилизованного мира, но затмило бы их все как по великолепию, так и по величию».
Сначала он хотел построить его в Лионе, географическом центре Империи со времён завоевания Италии, спокойствие которого он ценил. Пьер Фонтен предложил идею построить дворец на холме Шайо в Париже. Наконец, в феврале 1811 года Наполеон приказал двум своим придворным архитекторам, Шарлю Персье и Пьеру Фонтену, представить ему проект украшения Булонского леса со строительством дворца, который он предназначал для своего сына, титулованного римского короля, и который должен был быть построен на вершине холма.
Согласно проекту Персье и Фонтена, Дворец римского короля должен был быть построен в виде амфитеатра на вершине холма Шайо по оси Йенского моста, Марсового поля и Военной школы. Планируя построить главный корпус дворца на вершине холма Шайо, Персье и Фонтен стремились подчеркнуть красоту местности и изящество горизонтов. Расположение дворца подчёркивало громадные размеры сооружения.
Выбранное место, простирающееся над территорией бывшего монастыря Визитандин де Шайо, заброшенного в 1790 году и разрушенного в 1794 году взрывом порохового завода в Гренелле, на протяжении нескольких веков особенно ценилось за прекрасные виды на левый берег Сены и город Париж вдали. Монастырь был основан в 1651 году в зданиях замка Шайо (на месте нынешнего Дворца Шайо), который был приобретён в 1583 году Екатериной Медичи, и постепенно расширялся в течение последующего периода сменявшими друг друга владельцами. Этот замок стал преемником поместья Шайо, которое также называлось «Дом де Борегар» и существовало со времён Средневековья.

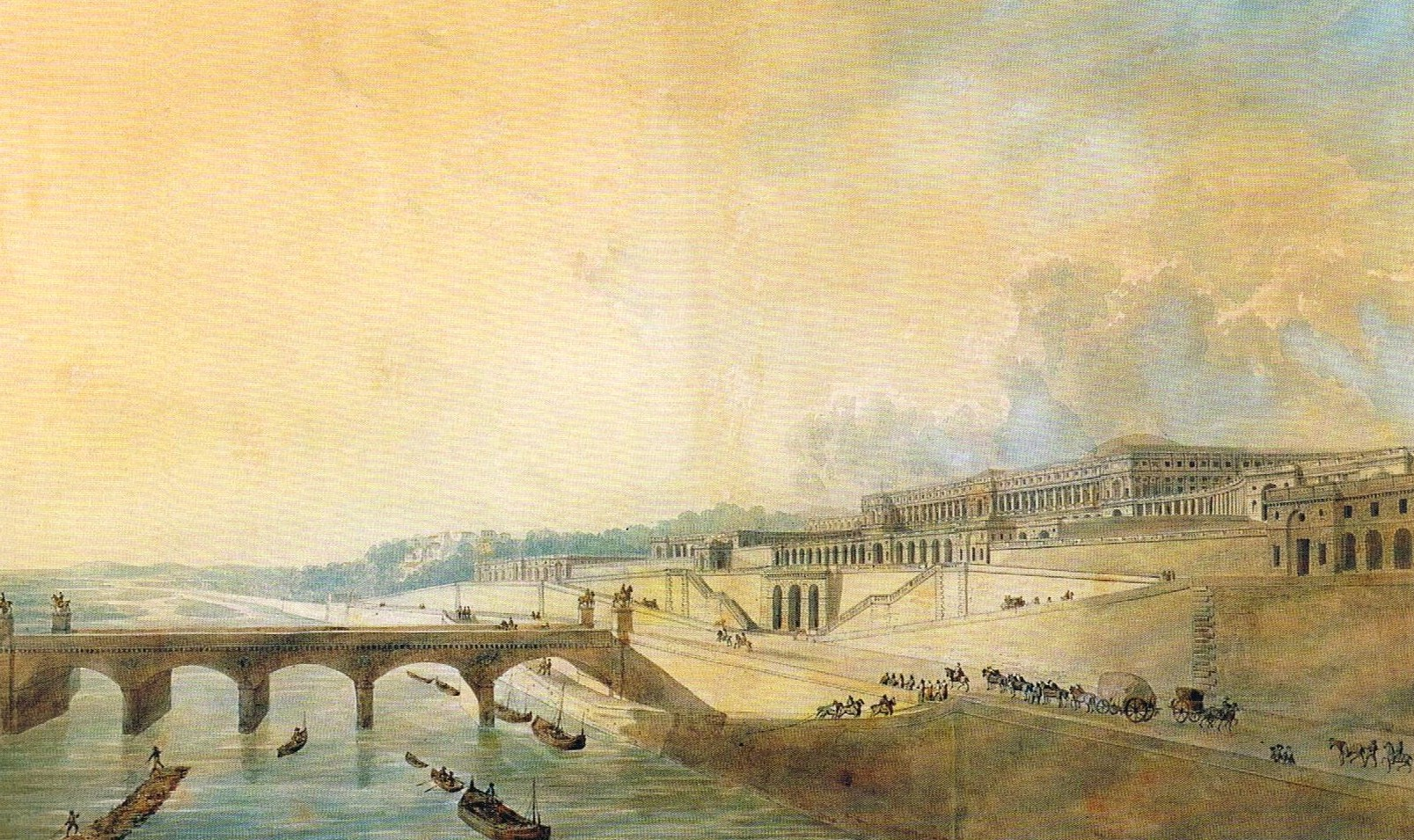
Так должен был выглядеть дворец со стороны Сены
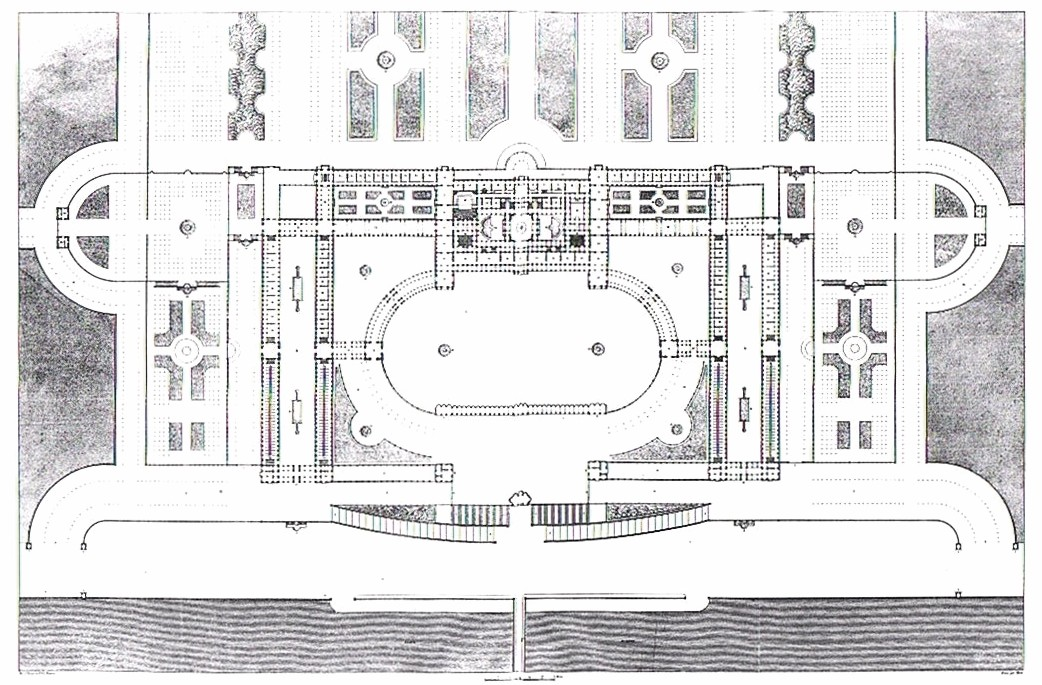
План дворца

Главный корпус дворца был бы прямоугольной формы, в центре должен был занимать огромный зал для проведения различных торжеств. Два небольших дворика, украшенных фонтанами, справа и слева от главного зала, должны были освещать большие лестницы, часовню, зрительный зал и все коммуникации дворцовых служб.
Фасад должен был быть внушительным и иметь длину 400 метров. К нему должен был вести тройной ряд пандусов. Протяжённая колоннада, эллиптическая в плане, окружала бы почётный двор и зал торжеств, предназначенный для приёма королей Европы, союзников императора французов.
Почётный зал занимал весь южный фасад, а северный фасад, выходящий на партеры, с одной стороны занимали апартаменты императора, с другой — императрицы, а также хозяйственные помещения. Приёмные, вестибюли и прихожие должны были заполнить два крыла с восточной и западной стороны. Два одноэтажных крыла, отходящие от северного фасада, должны были продолжить боковые входы со стороны Шайо и Пасси. Они должны были использоваться в качестве жилых помещений для французских принцев.
Генеральный план предусматривал, что во дворце, помимо императорского двора и многочисленного персонала, можно будет разместить 400 лошадей и 80 карет. Дворец должен был включать в себя зал для проведения торжеств, приёмные комнаты, вестибюли и прихожие..
Персье и Фонтен описали свой проект дворца в статье в журнале «Ревю де Пари» и, в частности, рассказали о том, как к нему можно было бы попасть со стороны Йенского моста.
По их мнению, «место и общая планировка Дворца римского короля были бы большим преимуществом перед местом и планировкой Версаля. Туда можно было попасть с южной стороны, по трём рядам пологих спусков справа и слева от Йенского моста, до площадки почётного двора, откуда, следуя по двум круглым портикам с четырьмя рядами колонн с каждой стороны двора, кареты могли проехать под прикрытием до подножия двух больших лестниц дворца. Между этими колоннадами и служебными зданиями с одной стороны находится двор министров, а с другой — двор принцев. Два больших длинных двора, окружённых зданиями на первом пандусе, должны были быть предназначены, наполовину для кухонь и кабинетов, разделённых на два отдела, а половина для карет и конюшни, с необходимыми жилищами для слуг принца. В большом портике на высоте второго пандуса, расположенном над почётным двором, в зимнее время можно было организовать сад. Трёхарочный портик внизу служил входом в подземные лестницы и коридоры, которые вели прямо во дворец; этот своего рода грот […] был украшен тремя фонтанами, образующими водопады, а два бассейна снаружи были предназначены для питья лошадей».
Помимо строительства одного Дворца, императорские архитекторы планировали построить следующие здания напротив Дворца римского короля и на углах Марсова поля:
- На востоке, у Сены, Дворец государственных архивов, Дворец искусств, здание Императорского университета;
- На западе, возле Сены, большая кавалерийская казарма;
- На западе, рядом с Военной школой, большой военный госпиталь;
- На востоке, рядом с Военной школой, большая пехотная казарма.

Аналогичным образом, Военная школа должна была быть окружена Школой искусств и Школой искусств и ремёсел.
В Университетском дворце должны были разместиться университетские помещения, Нормальная школа, институт эмеритов (то есть «дом престарелых» для учёных и знаменитых людей, заслуживших поддержку страны) и помещения для раздачи премий. В мае 1812 года Наполеон решил объединить Школу изящных искусств (первоначально присоединённую к Военной школе) с Университетским дворцом. Новый план был быстро разработан тремя архитекторами, у которых были сложные отношения друг с другом: Пойе и Дамесне, которые первоначально отвечали за университет, а также Жизором (который спроектировал Школу изящных искусств, которая первоначально была размещена рядом с Военной школой).
В этом ансамбле Дворец архивов был приоритетом для Наполеона. Дворец архивов был квадратным в плане, с длиной стороны 208 метров, трёхэтажным, с двумя крестообразными галереями, образующими четыре внутренних двора. Было запланировано два входа — на улице Сен-Доминик и на нынешней набережной Бранли. Была начато строительство этого здания.
Паскаль Ори подытоживает наполеоновский проект следующим образом: «эта конфигурация имперского города была архитектурным воплощением чаяний Наполеона: военизированное общество, основанное на знаниях, близких к власти».
Декретом от 16 февраля 1811 года Наполеон приказал создать специальный фонд для строительства дворца. Для подготовки потребовалось приобрести 503 земельных участка, 105 домов и мельницу на общую сумму 1 724 000 франков. Эти приобретения были быстро завершены без особых трудностей, по взаимному соглашению, а не путём экспроприации, за исключением противодействия одного из крупных владельцев, г-на Неттемана, который потребовал сумму в 500 000 франков, что намного превышало стоимость его дома, но это препятствие было устранено путём заключения сделки на 170 000 франков. Эти важные приобретения, однако, не охватывали всех земель, необходимых для размещения дворца согласно проекта. Неудачи в войне с Россией привели к сокращению строительства в марте 1813 года. В конце 1813 года проводимые работы ограничивались земляными работами и строительством подходов к Йенскому мосту.
Падение Империи положило конец грандиозному проекту Дворца римского короля. Персье и Фонтен никогда не смогли смириться с тем, что судьба помешала осуществить этот замысел: их творение полностью преобразило бы берега Сены и Булонский лес, «и навсегда придало бы им имперский характер».
Приобретение государством земель в 1811—1813 годах, которые (земли) до 1867 года оставалась в основном пустующими, позволило в 1867 году построить площадь Трокадеро, в 1876 году — дворец Трокадеро и сады, а в 1935 году — дворец Шайо.
Строительство Дворца архивов было остановлено в феврале 1815 года, а строительные материалы использованы для строительства Биржи и Часовни покаяния.

## Дворец в Рамбуйе
Небольшой дворец в Рамбуйе стал резиденцией римского короля из-за вторжения Наполеона в Россию и связанного с этим напряжения финансов Французской Империи. Он не имеет прямого отношения к грандиозному проекту дворца в Париже и лишь историческая случайность объединила их вместе.

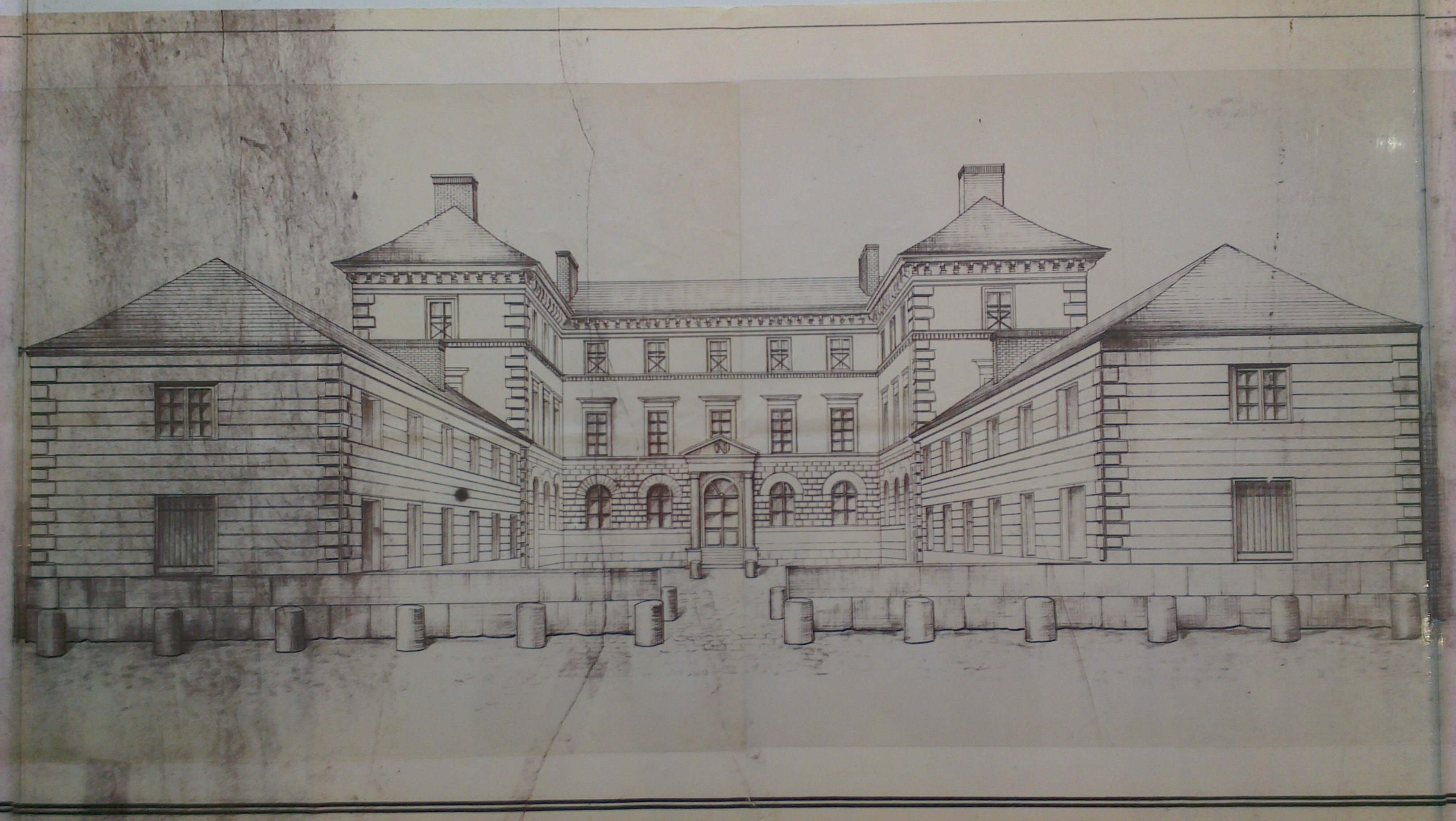
План малого дворца в Рамбуйе
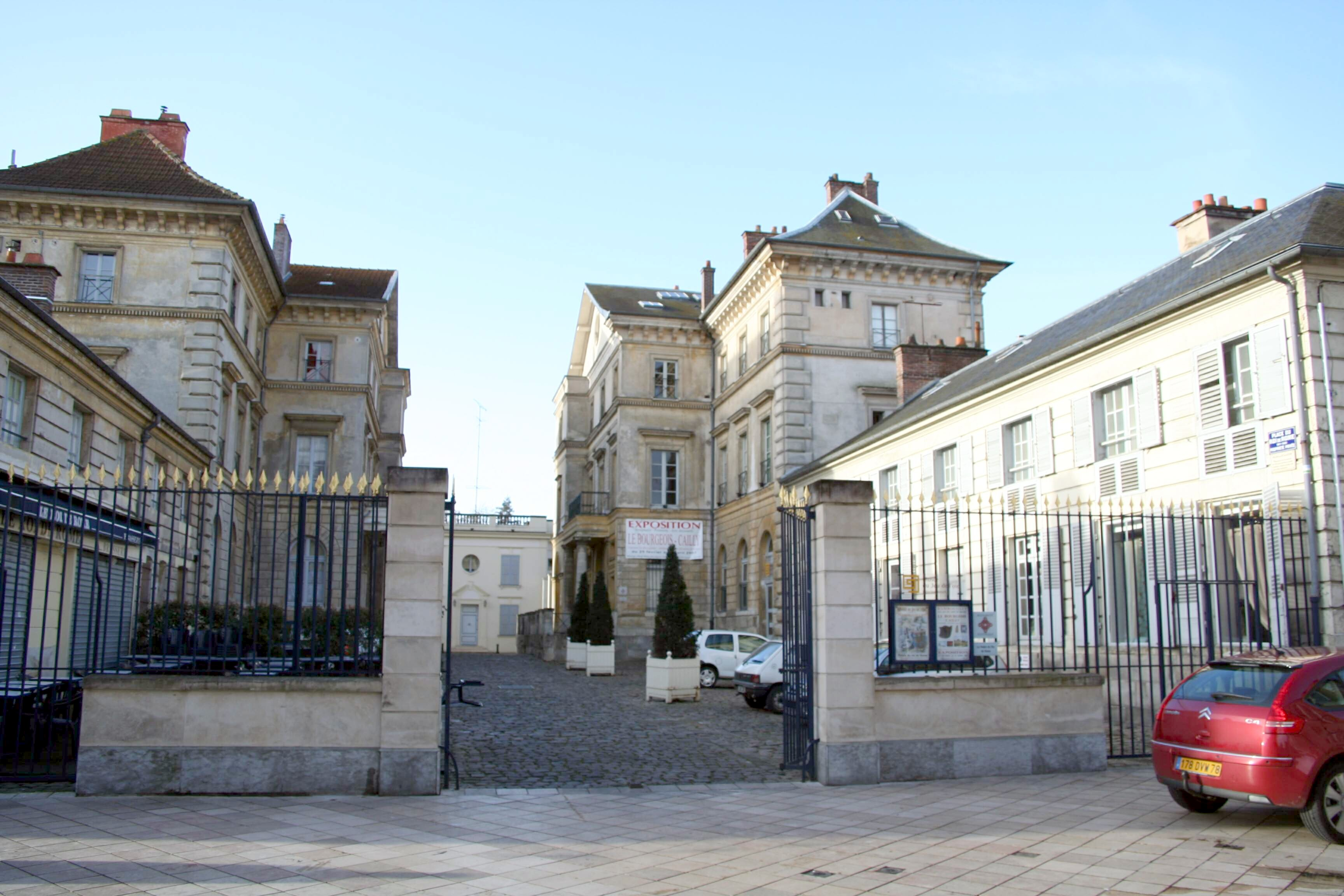
Современный облик
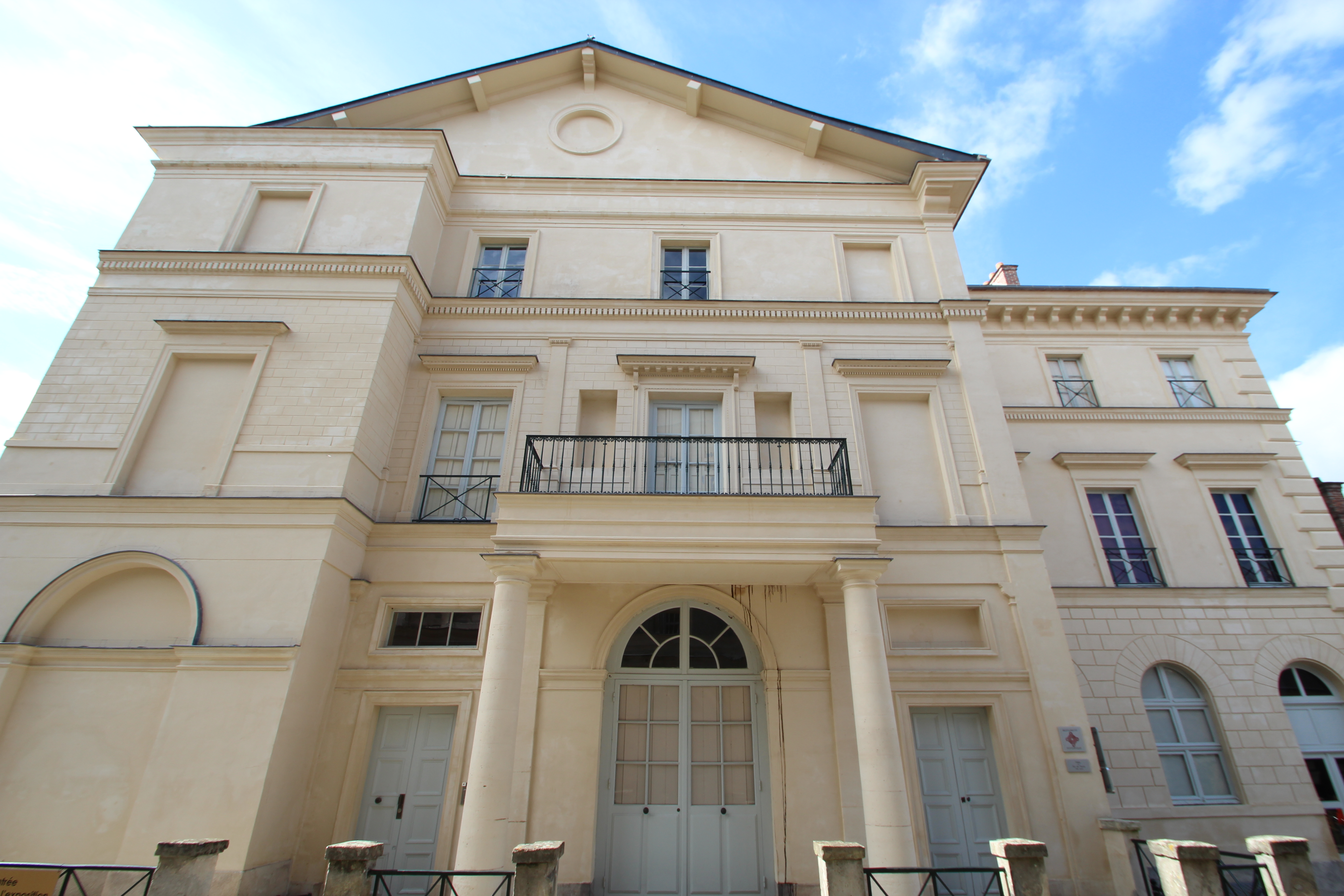
Современный облик
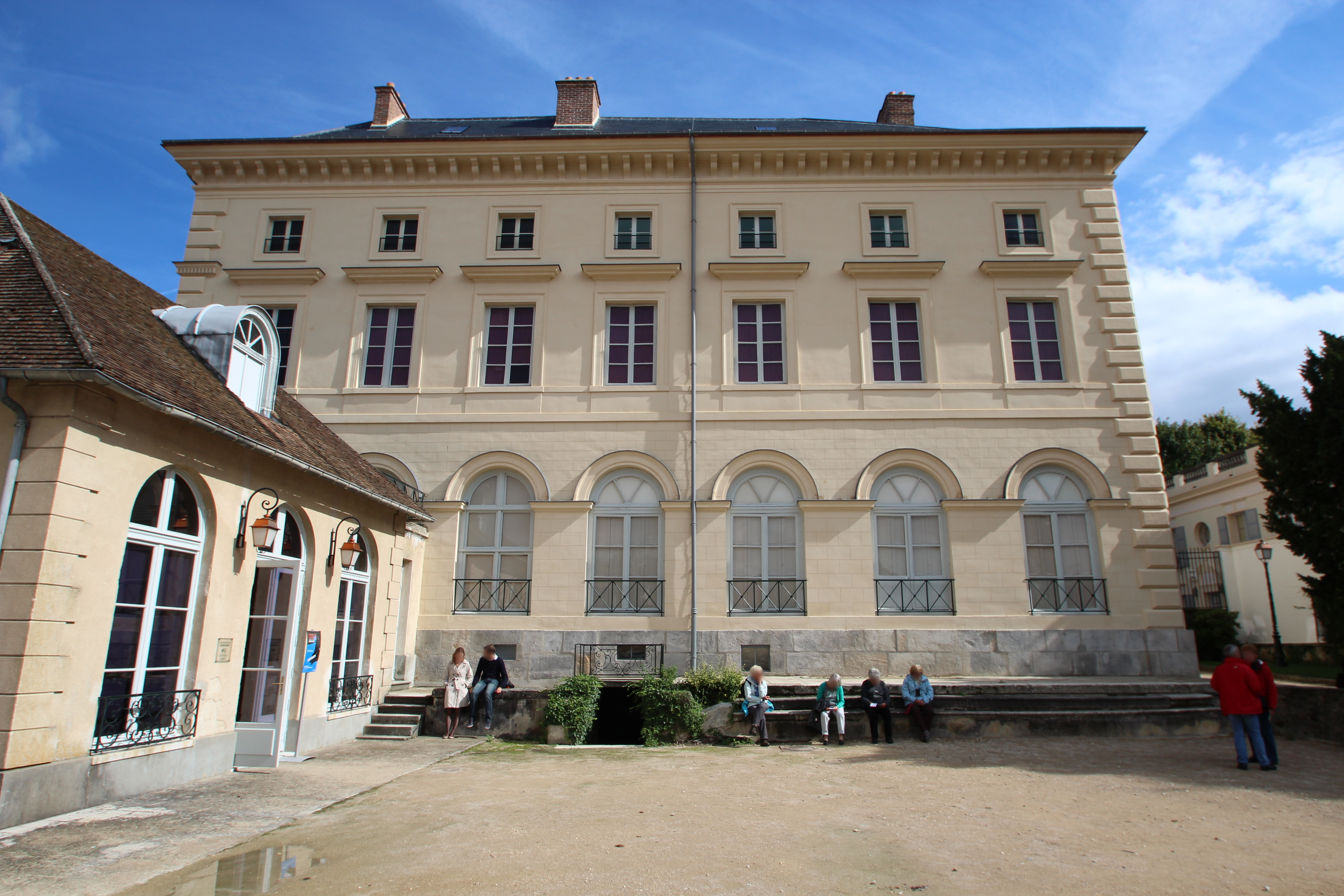
Современный облик